# Cyanopepla obscura
Cyanopepla obscura är en fjärilsart som beskrevs av Druce 1898. Cyanopepla obscura ingår i släktet Cyanopepla och familjen björnspinnare. Inga underarter finns listade i Catalogue of Life.